# BMG Yari
BMG Yari, de son vrai nom Aristide Kperou, née en 1977 à Tanguiéta au nord-Bénin, est un auteur-compositeur-interprète béninois du hip hop traditionnelle Rap.

## Biographie
BMG Yari, de son vrai nom Aristide Kperou est né de Pierre Kperou et de Leocadie en 1977 dans une famille de griot dont il tient l'héritage musicale plus précisément de son oncle Imran un des artistes du Bénin. Partant du chœur St Michel à l'orchestre cool star de Natitingou, il fait ses débuts en 1993,,.
Ses deux premiers albums sont Oya, sorti en 2002 avec son groupe Constat des faits (CDF), et Bienvenue au Bénin sorti en 2005.

## Discographie
Liste des albums
- 2002 : OyaOya, le 1er album de BMG Yari
- 2005 : Bienvenue au BeninBienvenue au Benin, le 2e album produit par BMG Yari
- 2006 : Dans ta zoneDans ta zone, ce 3e album à son actif
- 2007 : Projet class"Une nouvelle sortie pour BMG Yari, le 4e à son actif
- 2007 : Guerrier BarribaDeux albums dans la même année, le 5e de BMG Yari en hommage à Bio guéra
- 2019 : Nati boyLe 6e albums annonce le retour de l'artiste sur scène.
- 2022 : Kikoko

## Distinctions
Le chanteur détient un trophée du RSR Award en 2008.